# Hymenophyllum × tucuchense
Hymenophyllum × tucuchense là một loài dương xỉ trong họ Hymenophyllaceae. Loài này được C.D.Adams & Baksh.-Com. mô tả khoa học đầu tiên năm 2000.
Danh pháp khoa học của loài này chưa được làm sáng tỏ. 